# Frederick Hamilton-Temple-Blackwood, III marchese di Dufferin e Ava
Frederick Temple Hamilton-Temple-Blackwood, III marchese di Dufferin e Ava (Ottawa, 26 febbraio 1875 – Meopham, 21 luglio 1930) è stato un politico e ufficiale inglese.

## Biografia
Era il figlio più giovane di Frederick Hamilton-Temple-Blackwood, I marchese di Dufferin e Ava, e di sua moglie, Hariot Rowan-Hamilton.

## Carriera

### Carriera militare
Si unì al 9th Lancers come sottotenente l'11 agosto 1897. Fu promosso tenente il 9 ottobre 1899, e servì con il suo reggimento durante la Seconda Guerra Boera (1899-1901), dove era presente alla presa di Belmont, Enslin, Modder River, Magersfonstein, il rilievo di Kimberley e l'avanzata a Bloemfontein e Pretoria. Fu anche presente ai successivi combattimenti nel Transvaal, Orange River Colony e Cape Colony, dove fu gravemente ferito alla vigilia di Natale del 1900. 
Si ritirò dall'esercito nel 1913 con il grado di capitano.

### Carriera politica
Dopo aver lasciato l'esercito, fu nominato segretario militare del governatore generale dell'Australia, Sir Ronald Munro-Ferguson, che era suo cognato. Dopo lo scoppio della prima guerra mondiale si riunì al suo vecchio reggimento il 9th Lancers e rimase gravemente ferito quando prestò servizio sul fronte occidentale nell'ottobre del 1914 e fu successivamente trasferito alle Grenadier Guards. Fu di nuovo gravemente ferito nell'autunno del 1915 dopo essere tornato in servizio per soli tre giorni. Nel 1916 prestò servizio come capitano della Guards Division e nel 1918 fu istruttore del Machine Gun Corps. Dopo la guerra fu presidente dell'Ulster Ex-Servicemen's Association.
Succedette al marchesato nel 1918, alla morte del fratello maggiore Terence. Lord Dufferin fu eletto al Senato del Parlamento dell'Irlanda del Nord nel 1921, dove prestò servizio come presidente (1921-1930), e prestò giuramento al Privy Council of Ireland il 16 settembre 1921 e al Privy Council of Northern Ireland il 12 dicembre 1922. Era un aiutante di campo del RNVR (Royal Naval Reserve) di Giorgio V e fu nominato vice-ammiraglio di Ulster dal re nel 1923, lo stesso incarico che aveva ricoperto suo padre.

## Matrimonio
Sposò, il 20 giugno 1908, Brenda Woodhouse (?-17 luglio 1946), figlia del maggiore Robert Woodhouse. Ebbero due figli: 
- Basil Hamilton-Temple-Blackwood, IV marchese di Dufferin e Ava (6 aprile 1909-25 marzo 1945);
- Lady Veronica Brenda Hamilton-Temple-Blackwood (13 dicembre 1910-30 luglio 1971), sposò in prime nozze Roger Hornby, ebbero una figlia, sposò in seconde nozze Ernest Henry Maddick, non ebbero figli, in terze nozze John Walton Hussey, non ebbero figli, e in quarte nozze Peter Rebuck Woolfe, non ebbero figli.

## Morte
Il 21 luglio 1930 Lord Dufferin stava volando con un gruppo di amici da Berck, un piccolo villaggio in Francia vicino a Le Touquet, per ritornare in Inghilterra quando l'aereo si schiantò fuori da Meopham, nel Kent, uccidendo tutti quelli a bordo. Gli altri membri del gruppo erano Sir Edward Simons Ward, Lady Rosemary Sutherland-Leveson-Gower, viscontessa Ednam, moglie del visconte Ednam, Mrs Loeffler, nota hostess della società, insieme al pilota, il tenente colonnello George Lochart Henderson e l'assistente pilota, Mr CD Shearing. Lord Dufferin fu sepolto nel cimitero di famiglia a Clandeboye, nella contea di Down.